# Anemone ranunculoides
Anemone ranunculoides, anemone groga, anemone groga de bosc o anemone tassa de mantega, és una espècie botànica de planta herbàcia perenne del gènere Anemone, inclòs en la família Ranunculaceae, que creix en boscos al llarg de la major part de l'Europa continental, i menys freqüentment en la regió Mediterrània. És una planta habitual en jardins.
Floreix entre març i maig. Anemone ranunculoides aconsegueix entre 5-15 cm d'altura. La planta és herbàcia. A mitjan estiu encara que la planta no desenvolupi la seva porti aeri, no obstant això va estenent sota el terreny les seves arrels semblants a rizomes. Els rizomes s'estenen ràpidament, contribuint a la seva ràpida expansió en les condicions favorables del bosc, el que permet que la planta grans extensions del sòl del bosc. La flor té un diàmetre d'1.5 cm, amb cinc a vuit pètals semblants a segments, d'un intens color groc.